# Sildenafil
Sildenafil ou sildenafila, comercializado sob a marca Viagra, entre outras, é um medicamento usado no tratamento da disfunção erétil e da hipertensão pulmonar. Por vezes, é também usado de forma off label no tratamento de determinados sintomas da síndrome de Raynaud secundária. Não é claro se é eficaz no tratamento de disfunção sexual em mulheres. Pode ser administrado por via oral, por injeção intravenosa ou por via sublingual. Quando administrado por via oral, geralmente começa a produzir efeito nos primeiros vinte minutos e tem a duração de cerca de duas horas.
Entre os efeitos secundários mais comuns estão dores de cabeça, azia e rubor na pele. Em pessoas com doenças cardiovasculares é recomendada precaução. Os efeitos secundários graves são raros e incluem problemas na visão, perda auditiva e ereção prolongada que pode causar lesões no pénis. O sildenafil não deve ser administrado em pessoas que tomem nitratos como a nitroglicerina, uma vez que isso pode resultar numa diminuição grave da pressão arterial.
O sildenafil atua ao bloquear a ação da fosfodiesterase 5 (PDE5), uma enzima que regula a corrente sanguínea no pénis. O medicamento requer excitação sexual para atuar, uma vez que por si só não consegue causar ou aumentar a excitação. Além do pénis, o sildenafil também causa dilatação dos vasos sanguíneos dos pulmões.
O sildenafil foi descoberto pela Pfizer em 1989 durante a investigação de um tratamento para a angina. Em 1998 foi aprovada a sua comercialização nos Estados Unidos e na União Europeia. Em 2021 foi o 157.º medicamento mais receitado nos Estados Unidos, com mais de 3 milhões de prespcrições. Está disponível como medicamento genérico. No Reino Unido está disponível em venda livre.

## Usos médicos

### Disfunção erétil

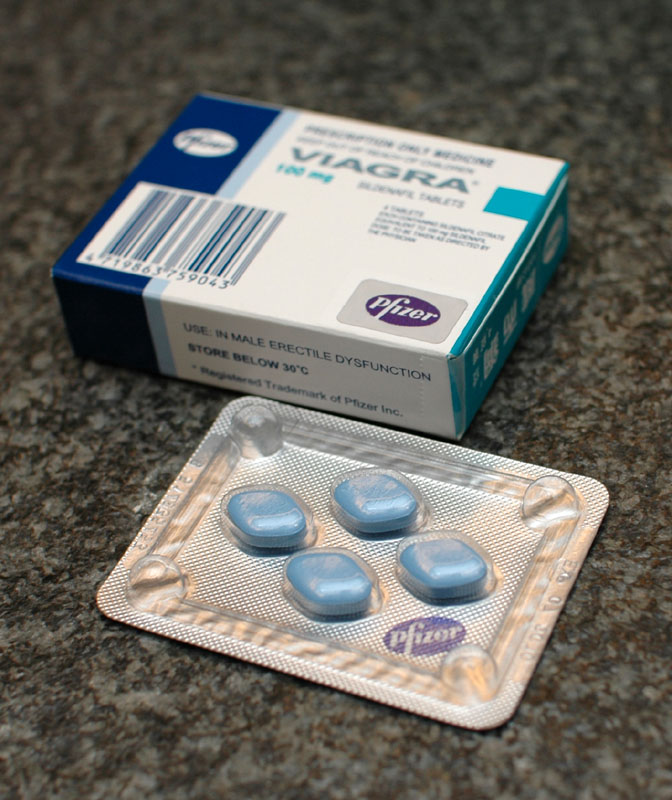
Viagra é o nome comercial da sildenafila utilizada para tratamento da disfunção erétil

A sildenafila é usada principalmente para o tratamento da disfunção erétil. Ao atuar como um inibidor do PDE-5, permite que o GMPc seja mantido mais tempo em circulação (substância responsável pelo relaxamento dos músculos do pénis), o que leva a um maior aporte de sangue e consequentemente à ereção.

### Hipertensão pulmonar
Assim como para disfunção erétil, o citrato de sildenafila também é eficiente na doença rara chamada hipertensão arterial pulmonar (HAP ou PAH). Ele relaxa a parede arterial, levando a uma menor resistência arterial pulmonar e pressão. Desta forma ele reduz o trabalho em excesso do ventrículo direito do coração e melhora os sintomas da falência cardíaca do lado direito. Como o PDE-5 é primariamente distribuído no músculo liso das paredes arteriais dos pulmões e pênis, a sildenafila age seletivamente em ambas as áreas sem induzir vasodilatação em outras áreas do corpo. A Pfizer submeteu para o FDA um registro adicional para a sildenafila, e este foi aprovado para esta indicação em junho de 2005. O nome da preparação é chamada de Revatio, para evitar confusão com o nome Viagra, e os comprimidos de 20 miligramas são brancos e redondos. Desta forma, a sildenafila tornou-se uma opção além das terapias baseadas em bosentana e prostaciclina utilizadas para esta condição.

### Fenômeno de Raynaud
Em um estudo duplo-cego de 2005, o Dr. Roland Fries e seus colegas relataram que a sildenafila diminui a frequência dos ataques do fenômeno de Raynaud, reduzindo sua duração por aproximadamente 50%, mais que quadruplicando a velocidade média do sangue capilar.

## Efeitos adversos
- Se a erecção durar mais de 4 horas contínuas, pode surgir priapismo – uma condição dolorosa que, sem tratamento médico imediato, pode levar a danos irreversíveis.
- Torna mais provável o enfarte do miocárdio e o AVC.
- Dores de cabeça.
- Rubor facial.
- Congestão nasal.
- Hipersensibilidade à luz.
- Palpitações.
- Distúrbios visuais.
- Arritmias cardíacas.

### Interacções medicamentosas
Efeitos de outros medicamentos sobre o sildenafila: o metabolismo do sildenafila é principalmente mediado pelas isoformas 3A4 (via principal) e 2C9 (via menor) do citocromo P450 (CYP). Assim, os inibidores destas isoenzimas podem reduzir a depuração do sildenafila, e os indutores destas mesmas isoenzimas podem aumentar a depuração do sildenafila.
Efeitos do sildenafila sobre outros medicamentos: o sildenafila é um fraco inibidor das isoformas do CYP450, 1A2, 2C9, 2C19, 2D6, 2E1 e 3A4 (CI50 >150 μM). Não existem dados relativos à interacção do sildenafila com os inibidores não específicos das fosfodiesterases, tais como, a teofilina ou o dipiridamol.
A sildenafila aumenta o efeito hipotensor dos nitratos, como o nitrato de amilo e a nitroglicerina usados no tratamento da doença cardíaca.

### Contraindicações
As contraindicações incluem:
- Quando administrado junto com medicamentos que contém óxido nítrico, nitritos e nitratos orgânicos, como a nitroglicerina (trinitrato de glicerina), nitroprussiato de sódio, nitrito de amila[16]
- Em homens para os quais a relação sexual não é recomendável devido aos fatores de risco cardiovascular
- Insuficiência hepática severa (função do fígado diminuída)
- Insuficiência renal severa
- Hipotensão (baixa pressão arterial)
- Pessoas que sofreram um AVC recentemente ou ataque cardíaco
- Desordens retinais degenerativas hereditárias (incluindo desordens genéticas das fosfodiesterases retinais)

## Mecanismo de ação
Parte do processo fisiológico da ereção envolve o sistema nervoso parassimpático causando a liberação de óxido nítrico (NO) no corpo cavernoso do pênis. O NO se liga aos receptores da enzima guanilato ciclase o que resulta em níveis aumentados de guanosina monofosfato cíclico (GMPc), induzindo a musculatura lisa do corpo cavernoso ao relaxamento (causando vasodilatação), resultando num influxo maior de sangue, que é a causa da ereção.
O sildenafila é um potente inibidor seletivo da fosfodiesterase tipo 5 específica do GMPc (PDE5), que é responsável pela degradação do GMPc no corpo cavernoso do pênis. A estrutura molecular do sildenafila é semelhante à do GMPc e atua como um agente competitivo de ligação da PDE5 no corpo cavernoso, resultando em mais GMPc disponível e, graças à vasodilatação que o GMPc disponível gera, ereções melhores. Sem o estímulo sexual, e conseqüentemente deficiência da ativação do sistema NO/GMPc, o sildenafila não causa ereção. Outros medicamentos que funcionam através deste mesmo mecanismo incluem a tadalafila (Cialis®), a vardenafila (Levitra®) e a avanafila (Spedra®).
O sildenafila é metabolizada pelas enzimas hepáticas (do fígado) e excretada pelo fígado e rins. Se administrada em conjunto com uma refeição de alta taxa de gordura, pode haver um atraso na absorção do sildenafila e o efeito máximo pode ser ligeiramente reduzido, já que a concentração no plasma sanguíneo será diminuída.

## Administração e posologia
Assim como todas as drogas prescritas, a dosagem adequada está descrita na receita médica. A dose de sildenafila é de 25 mg, 50 ou 100 mg e é tomada por via oral cerca de 30 minutos a 1 hora antes da relação sexual, podendo os seus efeitos durar até 4-5 horas.
Nota: Não deve exceder a toma de 100 mg diários correndo o risco de sobredosagem e consequentes efeitos físicos.
Geralmente é recomendado iniciar com uma dosagem de 50 mg e depois diminuir ou aumentar a dosagem conforme o apropriado. A marca Viagra de sildenafila geralmente possui uma cobertura rígida em sua pílula o que torna difícil de cortá-la ao meio, mesmo com um cortador de pílulas.
Pílulas de Viagra são azuis e possuem uma forma losangular com as palavras "Pfizer" em um dos lados, e "VGR xx" (xx referindo-se ao número "25", "50" ou "100", a dose da pílula em miligramas) do outro.

## Farmacologia

### Farmacodinâmica
Sildenafila é um inibidor selectivo da PDE-5, específico do cGMP no corpo cavernoso e, por isso, inibe a degradação do cGMP sem afetar o cAMP. Estudos que examinaram o mecanismo de erecção do pênis demonstraram que, durante a estimulação sexual, o NO é libertado das terminações nervosas do pênis. Isto leva a aumentos dos níveis de cGMP no corpo cavernoso do músculo liso, o qual é responsável pelos mecanismos vasculares relacionados com a erecção. A PDE-5, que está abundantemente presente no corpo cavernoso, diminui os níveis de cGMP gerados antes da estimulação sexual. O sildenafila, inibindo a PDE-5, previne esta diminuição e, assim, aumenta a indução da resposta erétil. Os inibidores da PDE não estimulam a produção de nucleótidos cíclicos, embora os níveis de cGMP nos tecidos apenas aumentem depois de uma activação fisiológica da guanidilciclase.

### Farmacocinética
Absorção: O sildenafila é rapidamente absorvido. As concentrações plasmáticas máximas observadas são atingidas em 30 a 120 minutos (mediana de 60 minutos) após uma dose oral, quando em jejum. A biodisponibilidade oral absoluta média é de 41% (entre 25 e 63%). Após a administração oral de doses de sildenafila em três tomas diárias, a AUC e a Cmax aumentam em proporção com a dose administrada dentro do intervalo de doses de 20–40 mg. Após a administração de doses orais de 80 mg, três vezes ao dia, observaram-se aumentos nos níveis plasmáticos do sildenafila ligeiramente maiores do que os proporcionais às doses administradas. Quando se administra o sildenafila juntamente com alimentos, a taxa de absorção é reduzida, verificando-se um atraso médio de 60 minutos no tmax e uma diminuição média de 29% na Cmax. Contudo, a extensão da absorção não é significativamente afectada (redução de 11% na AUC).
Distribuição: O volume de distribuição médio no estado estacionário (Vd) para o sildenafila é de 105 l, o que é demonstrativo da sua distribuição nos tecidos. Após doses orais de 20 mg em três tomas diárias, a média da concentração plasmática total máxima do sildenafila no estado estacionário aproxima-se de 113 ng/ml. O sildenafila e o seu principal metabolito em circulação, o N-desmetil, apresentam uma ligação às proteínas plasmáticas de aproximadamente 96%. A ligação às proteínas é independente das concentrações totais do fármaco.
Metabolismo: O sildenafila é depurado predominantemente pelas isoenzimas microssomais hepáticas CYP3A4 (via principal) e CYP2C9 (via menor). O principal metabolito em circulação resulta da N-desmetilação do sildenafila. Este metabolito tem um perfil de selectividade para as fosfodiesterases semelhante ao do sildenafila e uma potência in vitro para a PDE5 de aproximadamente 50% da observada com o fármaco inicial. O metabolito N-desmetil é metabolizado posteriormente, tendo uma semi-vida terminal de aproximadamente 4h. Em doentes com hipertensão arterial pulmonar, a concentração plasmática do metabolito N-desmetil corresponde, aproximadamente, a 72% da concentração do sildenafila após a administração de 20 mg, três vezes ao dia (traduzindo-se numa contribuição de 36% para os efeitos farmacológicos do sildenafila). Desconhece-se o efeito subsequente na eficácia.
Eliminação: A depuração corporal total de sildenafila é de 41 l/h, com uma semi-vida terminal de 3 - 5h. Após administração oral ou intravenosa, o sildenafila é excretado, sob a forma de metabolitos, predominantemente nas fezes (aproximadamente 80% da dose oral administrada) e em menor quantidade na urina (aproximadamente 13% da dose oral administrada). Em voluntários idosos saudáveis (65 ou mais anos de idade), verificou-se uma redução na depuração do sildenafila, que resultou em concentrações plasmáticas do sildenafila e do metabolito activo Ndesmetil 90% superiores às observadas em voluntários saudáveis mais jovens (18 - 45 anos). Devido a diferenças na ligação às proteínas plasmáticas relacionadas com a idade, o correspondente aumento das concentrações plasmáticas de sildenafila na forma livre aproximou-se dos 40%.

## Sobredosagem
Estudos realizados em voluntários com doses únicas até 800 mg mostraram reacções adversas semelhantes às observadas com doses mais baixas; no entanto, as taxas de incidência e gravidade foram superiores. Com doses únicas de 200 mg, a incidência de reacções adversas (cefaleias, rubor, tonturas, dispepsia, congestão nasal, perturbações da visão) foi superior.
Em caso de sobredosagem, devem ser adotadas as medidas de suporte habituais, conforme necessário. É improvável que a diálise renal acelere a depuração, visto que o sildenafila se liga fortemente às proteínas plasmáticas e não é eliminado na urina.

## Toxicidade
Após vários ensaios verificou-se que não há toxicidade a longo termo para a retina. O sildenafila não tem efeitos adversos na fertilidade e não tem potencial teratogénico. O sildenafila não induz mutações em células bacterianas e de mamíferos em ensaios in vitro. É de salientar que a maioria dos efeitos adversos possíveis apenas ocorre para doses ou concentrações plasmáticas mais elevadas do que as necessárias para se obter o efeito terapêutico. Os estudos pré-clínicos não revelam risco especial para os humanos.

## Eficácia
Para que o fármaco seja eficaz é necessário que haja estimulação sexual. Verifica-se que o sildenafila é eficaz para doses entre 25 e 100 mg. Aumentando a dose para 200 mg não aumenta a sua eficácia, mas aumenta a incidência de efeitos secundários.

## Segurança e avaliação do risco/benefício
Uma análise sobre o número total de efeitos adversos em indivíduos tratados com as doses recomendadas (25 a 100 mg) mostra uma elevada incidência de efeitos secundários. Os efeitos laterais mais frequentemente detectados são dor de cabeça, rubor, dispepsia, congestão nasal e alterações da visão. A incidência de efeitos adversos aumenta com o aumento da dose e diminuiu à medida que aumentou a duração do tratamento. Com os dados disponíveis, o perfil de segurança do sildenafila é considerado aceitável. A taxa relativa ao risco/benefício do uso de sildenafila no tratamento da disfunção eréctil é favorável. A eficácia clínica do sildenafila foi bem estabelecida por provocar e manter uma erecção suficiente para um desempenho sexual satisfatório em indivíduos do sexo masculino de várias etiologias.

## Uso não médico

### Afrodisíaco
O sildenafila é cada vez mais utilizado como um afrodisíaco. Embora não haja evidências clínicas de que ele tenha uma atividade afrodisíaca, muitas pessoas parecem acreditar que ele irá melhorar o desempenho sexual assim como a função erétil, melhorando a experiência sexual.

### Uso recreacional
A popularidade do Viagra entre os adultos jovens aumentou nos últimos anos. Às vezes ele é usado recreativamente. Alguns usuários misturam o Viagra com metilenodioximetanfetamina (MDMA, mais conhecido como ecstasy) numa tentativa de compensar os efeitos colaterais comuns de muitas anfetaminas de disfunção erétil, uma combinação conhecida como "sextasy", que aumenta os riscos associados ao uso do MDMA.

### Prevenção do murchamento das plantas
Uma solução de pequena concentração de sildenafila na água prolonga significativamente o tempo que as flores levam para murchar; um experimento mostrou que este tempo dobrou, passando de uma semana para duas semanas. O mecanismo de ação é semelhante ao dos humanos: o óxido nítrico leva à produção de cGMP cuja degradação realizada pelo PDE5 é inibida pela sildenafila.

## História
O sildenafila foi sintetizada por um grupo de farmacêuticos que trabalhavam nas pesquisas do grupo Pfizer, nos Estados Unidos. Primeiramente foi estudada para o uso em hipertensão (alta pressão sanguínea) e angina (uma forma de doença cardiovascular isquêmica). As primeiras impressões sugeriram que a droga tinha um pequeno efeito sobre a angina, mas que podia induzir fortemente ereções penianas. A Pfizer conseqüentemente decidiu comercializá-la como tratamento para a disfunção erétil, ao invés de tratamento para a angina. A droga foi patenteada em 1996, e aprovada para uso na disfunção erétil pela Food and Drug Administration (FDA) em 27 de Março de 1998, tornando-se a primeira pílula a ser aprovada nos Estados Unidos para o tratamento das disfunções eréteis, sendo oferecida para venda em abril de 1998 nos Estados Unidos e em junho do mesmo ano no Brasil. Rapidamente ela se tornou um grande sucesso: as vendas anuais de Viagra no período de 1999–2001 excederam 1 bilhão de dólares.
A imprensa britânica noticiou Peter Dunn e Albert Wood como os inventores da droga, uma afirmação que a Pfizer disputa.
Embora o sildenafila seja disponível somente através de prescrição médica, ela foi anunciada diretamente aos consumidores em comerciais de TV no mundo todo. Diversos sites na Internet oferecem Viagra à venda depois de uma "consulta online", um simples questionário de Internet.
O Viagra é também conhecido como a "Vitamina V", "a pílula azul", assim como outros nomes.
A patente dos laboratórios Pfizer para este fármaco expirou em 20 de junho de 2010 no Brasil. Nos EUA expirou em março de 2012.
O Viagra começou a ser vendido em Portugal em 1998 e a patente expirou em 14 de janeiro de 2014.
Em janeiro de 2015 em Portugal estão no mercado 20 genéricos do Viagra. Após a perda de patente, a venda do Sildenafil aumentou significativamente: 115 430 embalagens vendidas em 2013 e 210 549 nos primeiros três trimestres de 2014.
No Brasil em 2010, o prefeito de Parnamirim, município do Rio Grande do Norte sancionou a lei municipal 1 501/2010, que distribuía de graça a sildenafila nos postos de saúde.